# USS Monitor
Cet article concerne le cuirassé de l'Union pendant la guerre de Sécession. Pour le type de bateau de guerre à qui il a donné son nom, voir Monitor (type de bateau).
Ne doit pas être confondu avec Moniteur.
Le cuirassé USS Monitor de 1862 est un navire de guerre de l’US Navy qui doit sa célébrité au fait qu'il est le premier à avoir participé à un combat de navires cuirassés, signant par là la fin de l'époque de la marine à voile.
Sa courte carrière se déroule pendant la guerre de Sécession (1861 - 1865).

## La situation au début 1862
La guerre de Sécession a commencé le 12 avril 1861. 11 États ont basculé dans le camp confédéré. Parmi eux, la Virginie, où se trouve l'arsenal de Gosport, près de Norfolk, un inconvénient pour la marine de l'Union.
Les troupes confédérées s'approchent de Norfolk en avril 1861. Les Nordistes évacuent la région le 20 avril. Ils incendient l'arsenal de Gosport, mais, pour des raisons confuses, cela sera tellement mal mené que les Sudistes récupèreront une grosse quantité d'approvisionnement dans un arsenal rapidement remis en état.
Le Nord cherche à étouffer la Confédération. Pour cela, il instaure le blocus de sa façade maritime.
Le Sud veut casser ce blocus, tant pour son commerce que pour l'espoir de voir pencher en sa faveur les puissances du Vieux Continent. Pour cela il lui faut se doter d'une marine. Il décide de construire des navires cuirassés, et commence par utiliser la carcasse renflouée d'une frégate détruite par les Nordistes en retraite, le Merrimack
Si l'idée de construire des navires cuirassés était dans l'air depuis plusieurs années, la découverte des plans confédérés accélère le mouvement. La décision est prise de construire des navires capables de s'opposer à ceux du Sud, en particulier le Merrimack en cours d'armement à l'arsenal de Gosport.
Le 3 août 1861, des annonces sont passées dans la presse pour inviter les entreprises à présenter des projets de navires cuirassés. Il y aura 17 réponses à l'appel d'offres passé. Trois projets seront retenus, dont celui d'un dénommé Ericsson.

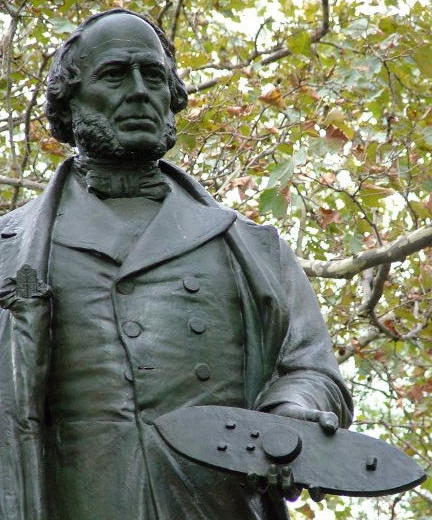
Statue de John Ericsson à la Battery (Manhattan), à New York, tenant une maquette du Monitor à la main.

John Ericsson, né en 1803, dirige un chantier de construction navale à New York. D'origine suédoise, il a émigré en 1839 après avoir vainement tenté de vendre à la marine britannique un nouveau modèle de navire de guerre. D'un caractère difficile, il est mal vu de l'état-major de la marine américaine et c'est de justesse que son projet a été retenu.

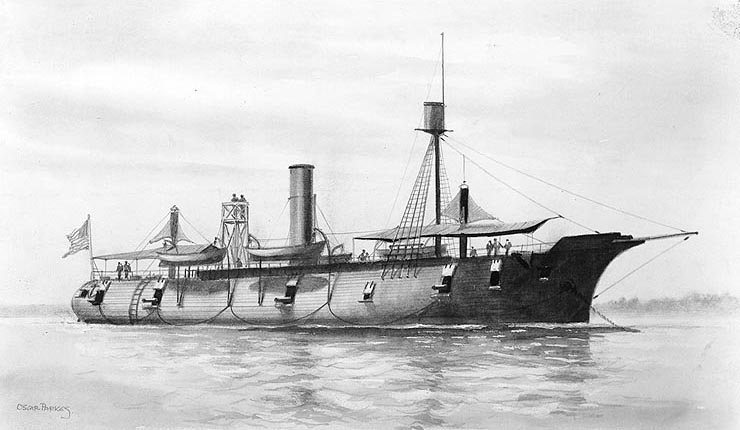
USS Galena.
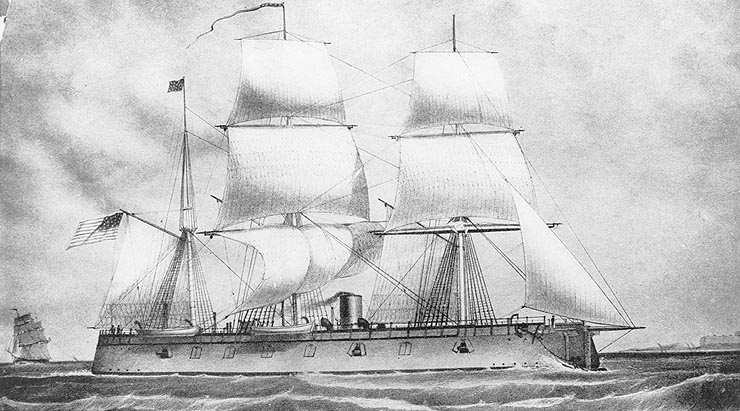
USS New ironsides.
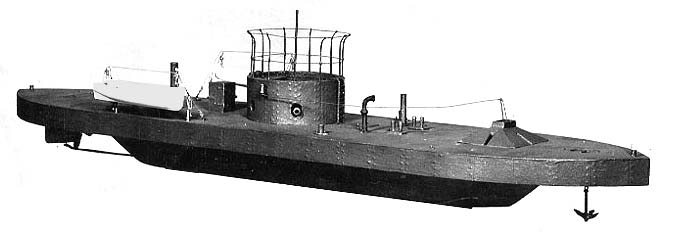
USS Monitor.

Son projet est radicalement différent des deux autres qui sont, eux, plus proches de ce que présentent déjà la Gloire ou le HMS Warrior. Avec la disparition des mâts et des voiles, le navire cuirassé est uniquement propulsé par une hélice quadripale actionnée par une machine à vapeur. Un pont quasiment au ras de l'eau et une grosse tourelle cylindrique, abritant deux canons de 12 pouces (305 mm, le calibre, sinon la puissance, des canons des dreadnoughts du Jutland).
C'est son projet qui est retenu. Il est cependant concevable que l'argument qui ait emporté la décision des autorités de la marine fédérale soit plus la vitesse de réalisation garantie par le constructeur que la compréhension de la révolution que le nouveau vaisseau cuirassé allait apporter à la guerre navale. Les deux autres projets, ceux qui allaient donner naissance au New Ironsides et au Galena, ne pouvaient aboutir avant la date prévue par les Nordistes pour l'apparition du cuirassé préparé par les Sudistes.

## Construction
Le contrat est signé le 4 octobre 1861. Il prévoit que le navire doit être livré cent jours plus tard, moyennant un prix de 275 000 $.
Une marque de la défiance de l'état-major de la marine US envers le projet présenté par John Ericsson peut être relevée dans ce contrat : il précise que le navire doit comporter mâts, voiles et provisions pour cent hommes pendant un mois, ce qui est totalement incompatible avec le projet présenté par Ericsson. Le constructeur ignorera purement et simplement ces clauses et personne ne s'en souciera plus...
Les travaux sont menés au plus vite, mais il y aura quand même du retard. Le navire est lancé le 19 février 1862. On lui pose ensuite sa tourelle. Il se compose en définitive d'une coque en fer, sur laquelle est posé un pont blindé. Il est pris en charge par la marine fédérale le 30 janvier 1862.

### Caractéristiques
« [...] Il n'est personne qui ne connaisse ces biscuits de Savoie cylindriques, couverts d'une croûte de chocolat, l'un des principaux ornements de la boutique de nos pâtissiers. Qu'on se représente ce gâteau placé sur un plat oblong, et l'on aura une idée exacte de l'apparence extérieure du Monitor. » dira le prince de Joinville, vice-Amiral de France, dans la relation qu'il fera du combat de Hampton Roads.

### Allure générale

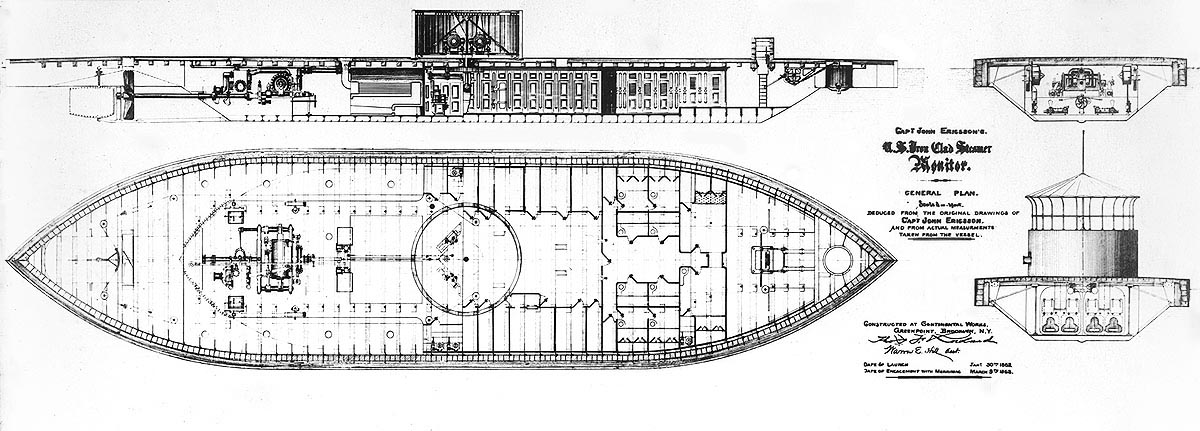
Les plans du Monitor.

Le projet réalisé est celui d'un bateau à pont plat, quasiment au ras de l'eau, cuirassé bien sûr et surmonté d'une tourelle cylindrique portant deux forts canons.
La coque a une longueur de 52 mètres, pour une largeur de 12,65 mètres (41 pieds et 6 pouces). Le franc-bord est de 18 pouces, soit 45 cm. Elle a été construite en deux parties, la coque proprement dite et le pont blindé qui vient se poser dessus en débordant largement. Il déborde aussi à l'arrière pour protéger hélice et gouvernail. Pour les deux parties, on a une armature en chêne sur laquelle sont fixées des plaques de fer.
Son déplacement est de 987 tonnes, le quart de celui du Merrimack. Son tirant d'eau de 3,35 mètres (11 pieds), la moitié de celui du Merrimack.
La tourelle cylindrique pivotante de 120 tonnes a une armature en fer, sur laquelle ont été superposées 8 plaques de blindage d'une épaisseur de 2,5 centimètres (1 pouce) chacune, maintenues par des rivets. Elle a un diamètre de 6 mètres (20 pieds), pour une hauteur de 2,75 mètres (9 pieds). Deux embrasures ont été percées pour les canons, en superposant 3 trous de 20 pouces de diamètre (51 cm). Pour protéger l'intérieur et les servants, deux mantelets pendulaires peuvent être manœuvrés latéralement pour obturer les embrasures. Leur poids rend la manœuvre difficile et requiert la force de la totalité des servants des canons.
À la base de la tourelle, une grande roue dentée est reliée par des engrenages à un moteur à vapeur particulier : il lui faut 30 secondes, à pleine vitesse, pour effectuer un tour complet. Un officier et son aide-mécanicien sont spécialement chargés d'assurer la rotation.
Pour assurer l'étanchéité, la tourelle est posée sur son support, un anneau de cuivre. En vue du combat, un mécanisme permet de la soulever légèrement, autorisant alors la rotation.
Pour diriger le navire, il y a une timonerie sur l'avant du navire. C'est une sorte de petit cube blindé qui dépasse du pont, de 1,20 mètre (4 pieds), sur l'avant du Monitor. Son blindage est de 23 cm (9 pouces). Les seules ouvertures sont des fentes de visée de 6 mm (¼ pouce).

### Aménagement
Tous les éléments décrits ici, de l'avant à l'arrière, se trouvent sous le niveau de l'eau, n'offrant aucune visibilité sur ce qui se passe alors à l'extérieur du navire.
1. Tout à l'avant, on trouve un espace permettant de jeter ou remonter l'ancre. Cette disposition évite d'exposer l'équipage pendant cette opération. Elle permet aussi de protéger cet élément indispensable.
2. Derrière, on trouve la chambre et le bureau du capitaine. Celui-ci à tribord, celle-là à bâbord.
3. Il y a huit cabines pour officiers, quatre de chaque côté, en deux rangées de deux. L'espace central entre les cabines sert de carré, avec une table en chêne et sièges. La taille des cabines est de 6 pieds sur 4 (1,80 sur 1,20 mètre) pour les plus centrales, les autres ont une largeur double, mais elles ne sont pas plus spacieuses à cause de l'arrondi de la coque. 
L'aménagement est spartiate, un lit de 1,80 m de long, 2 tiroirs dessous et deux placards dessus, difficiles à atteindre dit-on, dans un coin, deux étagères superposées pour disposer les éléments nécessaires à la toilette. Chaque cabine dispose d'un petit hublot à travers le pont permettant de procurer un peu de lumière. Ce hublot peut être couvert d'un blindage[note 4]. 
Ces cabines, comme celles du capitaine, ont les cloisons peintes en blanc ; elles sont décorées de moulures de chêne et noyer.
4. Deux autres cabines servent à l'infirmerie et à la réserve aux alcools (spirit-room) de l'autre côté.
5. Le poste d'équipage : de chaque côté, des réserves, la sainte-barbe. L'équipage peut y accrocher ses hamacs à des crochets du plafond. Mais en général, les marins préfèrent dormir sur le plancher de bois. Ils prennent aussi là leurs repas. Cependant, ils préfèreront, à chaque fois que possible, manger à l'air libre sur le pont. C'est de là que l'on peut gagner la tourelle, puis le pont, en passant par l'une des deux trappes au sommet de celle-ci.
6. Derrière la cloison centrale, la cambuse, WC et réserves.
7. Les machines occupent la moitié arrière de la coque ; elles sont donc aussi sous la surface de l'eau. Le Monitor dispose de 2 chaudières à charbon. La vapeur produite actionne un moteur de 320 chevaux. Par manque de place en hauteur, les pistons sont horizontaux et opposés, ce système de moteur à bras oscillants (monitor vibrating lever engine) est une nouveauté[1]. Il n'y a pas de cheminée proprement dite. Le tirage est assuré par des ventilateurs qui aspirent l'air à l'intérieur, le faisant sortir par deux orifices placés au ras du pont derrière la tourelle. Il emporte 18 tonnes de charbon, dans 2 compartiments situés de part et d'autre des chaudières.
La visibilité est faible, l'éclairage étant totalement artificiel[note 5]. On peindra même les cloisons en blanc pour accentuer la luminosité.

Il peut faire très chaud dans le cuirassé d'Ericsson. On arrive à noter 37,8 °C (38 °C), au poste d'équipage, quand le navire n'est pas ancré au soleil ; cela peut monter jusqu'à 65,5 °C (65 °C) dans le local machines. Il y a pourtant une circulation d'air forcé dans tout le navire, mais elle n'est pas très efficace.

### La réception du «Ericsson Folly»
C'est ainsi que certains journalistes vont appeler le nouveau navire d'Ericsson, montrant ainsi la valeur qu'on lui attribue.
C'est son constructeur qui va proposer, dit-on, son nom de baptême. Le mot de « Monitor » a le sens de « celui qui enseigne », « celui qui admoneste et corrige les mauvais sujets ». L'intention était de proclamer que le nouveau bateau allait apprendre aux confédérés ce qu'il allait leur en coûter et, accessoirement, de montrer aux puissances européennes tentées par une neutralité bienveillante l'erreur qu'elles feraient en appuyant les sécessionnistes. La proposition est acceptée, et le navire devient officiellement le Monitor.
Il est pris en charge par la Marine US le 30 janvier 1862, 15 jours avant le lancement du Merrimac. Particularité des contrats de ce temps, le constructeur n'est pas entièrement payé. Le solde, 25 % quand même, est retenu jusqu'à ce que le commandant du Monitor, en personne, certifie que le navire navigue bien et est apte à tenir le rôle à lui dévolu. En d'autres termes, quand le Monitor combat le Merrimack, il appartient encore pour partie au civil qui l'a construit...

## Mise en œuvre
Le Monitor est un navire révolutionnaire pour l'époque. Les autres navires à vapeur ont toujours des mâts et des voiles. Leur artillerie est placée principalement en batteries latérales, même s'ils disposent de quelques canons sur pivot.
Et, surtout, ils sont construits en bois et n'ont pas de blindage.

### Fonctionnement
Le Monitor comprend 10 officiers parmi lesquels le commandant, le lieutenant John L. Worden (1818-1897), et son adjoint le lieutenant Samuel D. Greene (1839-1884), un officier mécanicien, cinq enseignes, un médecin et l'officier-payeur.
L'équipage est composé de volontaires. Le commandant Worden a été autorisé à recruter dans tous les navires présents à New York. Il y a beaucoup plus de volontaires que de postes, bien que, dit le lieutenant Greene, « ils aient été dûment avertis des risques qu'ils couraient. » 53 marins sont sélectionnés. Le commandant en affecte 16 à la tourelle, 11 pour l'approvisionnement en poudre, un à la timonerie. Les douze restants étant affectés aux machines et pouvant suppléer éventuellement les pertes des équipes précédentes.
La tourelle avait été dessinée pour contenir deux pièces de type Dahlgren d'un calibre de douze pouces (305 mm). Les services de la marine affirmèrent ne pouvoir fournir que des pièces de onze pouces (280 mm) et ce sont ces canons qui seront installés. Chaque pièce pèse un peu plus de 7 tonnes (15 700 livres).
Par précaution, craignant les effets ravageurs d'un tube explosant dans la tourelle, le bureau chargé de l'artillerie a ordonné de limiter la charge de poudre à 15 livres (6,80 kilos) au lieu de 30 livres (13,60 kilos) prévues. En conséquence, la puissance de tir est limitée.
Les canons peuvent tirer des obus coniques de 136 livres (61,67 kilos) ou des boulets de fonte qui pèsent 77 kilogrammes chacun. Il faut deux hommes pour en manipuler un et le charger dans le tube du canon. Si un certain nombre de projectiles sont déjà stockés dans la tourelle, il faut ensuite les monter de la réserve qui est sur le côté du poste d'équipage.
La cadence de tir est faible, un coup toutes les huit à dix minutes. En théorie, la cadence devrait être de 2 ou 3 minutes, mais la disposition de la tourelle, le nombre de servants et, surtout, l'absence d'entraînement de l'équipage expliquent cette lenteur.
Les canons Dahlgren se chargent, non par la culasse comme les canons modernes, mais par la bouche. Quand le coup est parti, on écouvillonne pour nettoyer le tube des particules brûlantes pouvant subsister avant d'enfourner la charge suivante. Pour protéger les servants, des mantelets d'acier ont été placés devant les embrasures. Ces mantelets sont percés de petits orifices pour permettre le passage de l'écouvillon.
Pour tirer, le chef de pièce doit essayer de voir par l'embrasure, au-dessus du tube du canon. Il n'a pas d'autre possibilité de voir ce qui se passe dehors. Quand il a visé, il déclenche le tir. Le lieutenant S. D. Greene, commandant en second qui est chargé du tir, a raconté sa crainte de tirer sur la timonerie de son propre bâtiment. C'est lui qui vise et tire, une pièce après l'autre.
Et le cycle recommence. La taille et le poids des mantelets protégeant les embrasures fait de leur manœuvre une tâche épuisante pour les marins de la tourelle. Comme il est difficile de manœuvrer précisément le moteur qui fait tourner la tourelle, le lieutenant Greene décide de laisser la tourelle en rotation continue, les mantelets relevés, choisissant de tirer à la volée sur le Merrimack. Cette solution assure une bonne protection, l'adversaire ne voyant que très peu de temps les embrasures, mais elle interdit un tir précis et efficace comme marteler le même endroit de la cuirasse de l'adversaire pour la détruire. Le commandant du Merrimack, Catesby ap Roger Jones, reconnaîtra plus tard que le peu de précision du tir nordiste fut une chance.

### Au combat

#### Le pilotage
La timonerie ne fait que 1,10 sur 0,90 mètre (45 sur 35 pouces) mais s'y entasseront 3 personnes, le commandant Worden, Samuel Howard, le timonier et Peter Williams, quartier-maître. On y accède par une petite échelle, qui donne sur l'avant des cabines des officiers.
Le commandant, dans la timonerie, est alors isolé du reste du navire. Pour passer ses ordres (aux machines, à la tourelle), il dispose d'un tuyau acoustique. Malheureusement, celui-ci ne fonctionne pas. Pour le remplacer, deux officiers feront office de coursiers entre le bas de l'échelle qui mène à la timonerie et celle qui mène à la tourelle. Il s'agit de l'officier-payeur, William F Keeler, et du secrétaire du capitaine, Daniel Toffey. Comme ils ne sont pas vraiment marins, la transmission des messages sera parfois laborieuse.

#### Le tir

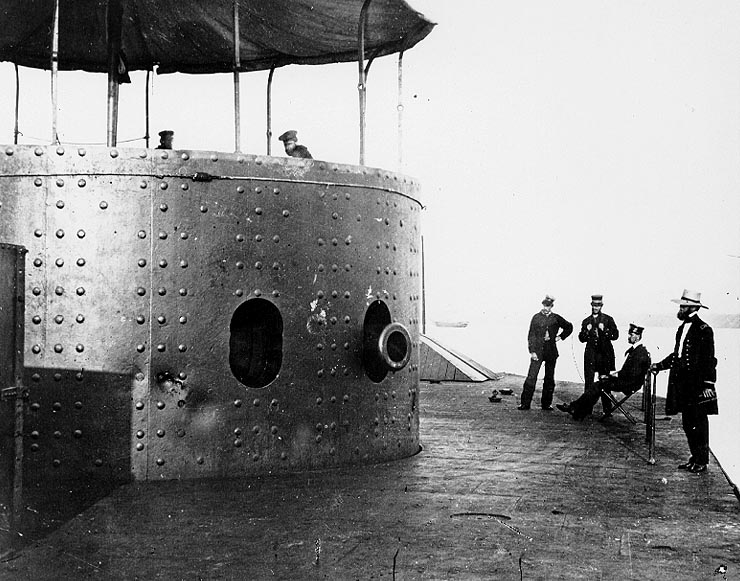
Les embrasures de la tourelle.

Charger les canonsEn théorie, un 11 pouces Dahlgren réclame 17 servants pour le mettre en œuvre. Mais la taille de la tourelle a conduit le commandant Worden à n'affecter que 7 hommes par pièce avec deux officiers.
ViserLes seules ouvertures dans la tourelle permettant de voir au-dehors sont les embrasures. Il n'y a qu'un espace de quelques centimètres au-dessus des canons. Ce qui veut dire qu'il n'est pas facile de voir ce qui se passe au-dehors et de bien viser.
Il y a bien des marques blanches qui avaient été placées au sol pour servir de repères (où est l'avant, où est l'arrière), mais ces marques sont rapidement devenues indiscernables.
Quand le commandant Worden dit que le Merrimack est par le travers tribord, le capitaine Greene ne sait pas exactement où il se trouve, et de combien faire tourner la tourelle.
Quand la direction a été trouvée, il faut ouvrir les embrasures en relevant les mantelets. Vu leur poids, cela nécessite la force de tous les artilleurs. Ce travail épuisant ne sera pas pour rien dans la décision qui sera prise de laisser la tourelle tourner sans arrêt et de tirer à la volée.
TirerLe commandant en second, Samuel D. Greene, s'est réservé cette fonction. Il tire sur le cordon et le coup part, le recul faisant glisser le canon sur ses rails, bloqué par de gros cordages, les bragues. Le Monitor tirera, pendant toute la durée du combat, 41 boulets de fonte, d'environ 77 kilos chacun. Ces tirs seront à courte, voire très courte, portée.
Il touchera vingt fois le Merrimack. Six des plaques de blindage de celui-ci seront fissurées. Cela semble peu, mais il faut se souvenir que la charge de poudre prévue à l'origine pour envoyer le boulet était de 30 livres ; cependant, pour diminuer les risques d'éclatement du tube, elle était, sur ordre, limitée à 15 livres avec la perte de puissance qu'on peut imaginer. Il est permis de s'interroger sur l'effet qu'auraient eu des tirs à pleine puissance sur le blindage du Merrimack.

### Le voyage jusqu'aux lieux du combat

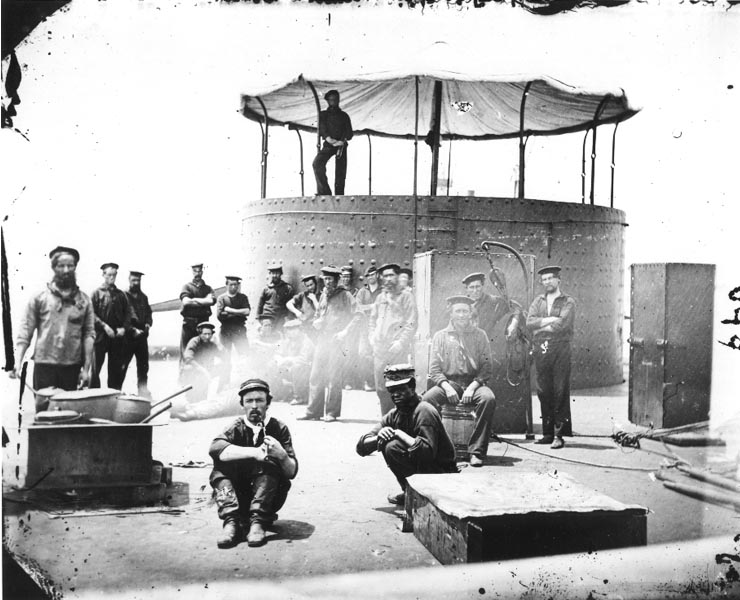
L'équipage cuisinant sur le pont du Monitor.

À peine pris en charge par la marine, sans que l'équipage puisse s'entraîner, le Monitor est envoyé dans la baie de Chesapeake, à l'entrée de la James River, pour s'opposer au monstre que le Sud est en train d'assembler.
Le voyage depuis New York dure trois jours, du 6 au 8 mars, et s'avère plein de péripéties. Les qualités nautiques du Monitor sont au-delà du médiocre. Il rencontre du gros temps et passe bien près du naufrage. La confiance du commandant dans son navire semble limitée : il a, par exemple, choisi de naviguer tourelle relevée, sans tenir compte des recommandations d'Ericsson assurant une étanchéité totale avec la tourelle baissée. La base de la tourelle a été garnie d'étoupe mais cela ne suffira pas à éviter de vraies cascades.
L'eau rentre aussi par les orifices d'évacuation des fumées et par ceux des ventilateurs. Elle va tremper les courroies des ventilateurs assurant le tirage des chaudières, les rendant inopérants. D'où manque de puissance et dégagement d'oxyde de carbone qui intoxique l'équipage, rendant la situation périlleuse. Heureusement, un remorqueur l'accompagne, ce qui lui permettra d'arriver à bon port.
Il arrive à Hampton Roads à la nuit du 8 mars 1862 et commence par assister à l'explosion de la frégate Congress. C'est là que Worden apprend ce qu'a fait subir le CSS Merrimack dans la journée à l'escadre du blocus.
Des ordres avaient été envoyés pour que le Monitor quitte immédiatement Hampton Roads pour aller protéger la capitale, Washington, contre une éventuelle arrivée du Merrimack. Les mêmes ordres avaient été envoyés à New York, mais n'étaient arrivés qu'après son départ. C'est le commandant du Roanoke, dirigeant par intérim l'escadre nordiste, qui prend la responsabilité de garder le cuirassé pour combattre le Merrimack. Sachant que le tirant d'eau du cuirassé sudiste lui aurait interdit, de toute manière, de remonter le Potomac jusqu'à Washington, l'inquiétude des dirigeants nordistes est compréhensible.

## Lecombat de Hampton Roads, vu duMonitor
« alors commença le duel dont on a tant parlé, et qui semble appelé à faire une si grande révolution dans l'art naval. »

— (François Ferdinand Philippe d'Orléans, Prince de Joinville)

### Le déroulement
Dans la matinée du 9 mars 1862, le Minnesota, toujours échoué, aperçoit la flottille sudiste qui approche. Il signale au Monitor d'engager le Merrimack.
8 h 25Premiers échanges de tirs, sans effet. Le duel va durer près de 2 heures et demie. Plus agile, le Monitor tourne autour de son adversaire. Il n'a que 2 canons contre 10 mais sa tourelle lui permet de tirer dans toutes les directions, alors que son adversaire doit évoluer pour que ses canons latéraux puissent porter.
10 h 55Le Monitor essaie l'éperonnage, cherchant à endommager hélice et gouvernail du Sudiste. Il rate de peu sa cible.
11 h 5Le Monitor doit remonter des munitions dans la tourelle. Il s'écarte en eau peu profonde, où le Merrimack, dont le tirant d'eau est double, ne peut le suivre. Pour pouvoir assurer le passage entre le fond et la tourelle, il faut manœuvrer celle-ci pour aligner la trappe qui est à la base de la tourelle et celle du pont. Ensuite, on monte les boulets (77 kg pièce, rappelons-le). C'est une tâche exténuante, même s'il existe des sortes de berceaux en bois pour porter ces boulets.
11 h 30Le combat reprend entre les 2 cuirassés.
11 h 35Le Merrimack s'échoue sur un banc de vase, toujours sous le feu de son adversaire.
12 h 5Le Merrimack se dégage et essaie d'éperonner le Monitor. Sans succès. Dans sa relation du combat, le Prince de Joinville écrira : « ...une seule fois, le Merrimack réussit à frapper avec son avant le travers du Monitor : mais celui-ci pirouetta sous le coup comme un baquet flottant, et une très légère endenture laissée dans sa muraille fut la seule avarie causée par ce choc formidable... »
12 h 10Le commandant Worden est blessé : un obus éclate sur la fente de visée derrière laquelle il regardait. Le blindage résiste mais des particules sont projetées dans ses yeux. Aveuglé, il laisse le commandement à son second, qui est dans la tourelle où il dirige le tir. Le temps qu'il arrive et donne ses ordres, le Monitor s'éloigne, cap au nord, sur un haut-fond.
12 h 30La marée descendante fait renoncer le Merrimack et il regagne les lignes sudistes.
13 h 30Le Monitor, sans adversaire, mouille devant Fort Monroe.

### Les conséquences du combat pour leMonitor
Il est persuadé, comme tous les Nordistes, qu'il a fait fuir son adversaire.
Pas de tué, juste quelques blessés, commotionnés par le choc d'un obus sur le blindage de la tourelle contre lequel ils s'appuyaient à ce moment. Le plus atteint est le commandant Worden. Aucune avarie notable n'est à déplorer. Le navire est prêt à continuer le combat.
La comparaison est aisée avec les pertes et les dégâts subis par les navires en bois, la veille.
À la lumière du combat, on apportera quelques modifications comme le renforcement de la timonerie par un blindage supplémentaire incliné, le déplacement de ladite timonerie sur les modèles ultérieurs, en la plaçant sur la tourelle, pour favoriser la direction de tir. On lui rajoutera aussi une cheminée télescopique.

## La suite de sa carrière

### Opérations ultérieures

#### À Hampton Roads
À la suite de la confrontation, le Monitor reste sur zone pour s'opposer, au besoin, à un retour du Merrimack. Les ordres qui lui ont été donnés le limitent dans ses mouvements, lui interdisant en particulier toute action offensive.
Les deux adversaires se toiseront plusieurs fois sans entamer de nouveaux combats.

#### Sur la James River
Durant le mois de mai 1862, et après le sabordage du Merrimack, le Monitor fait partie de l'escadre envoyée remonter la James River jusqu'à Richmond capitale de la confédération.
L'escadre sera bloquée à Drewry's Bluff par les estacades établies par les confédérés et les batteries de canons établies à cet endroit.

### Fin du cuirassé

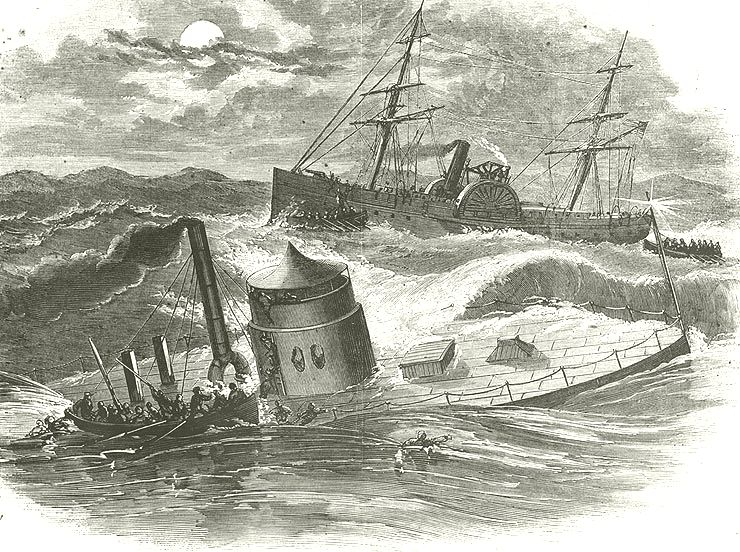
Le naufrage du Monitor.

À la date du 29 décembre 1862, le Monitor reçoit l'ordre de rejoindre l'escadre menant le blocus devant Wilmington, en Caroline du Nord. Il est accompagné du remorqueur Rhode Island. Comme à l'aller, il rencontre une tempête. Le 31 décembre 1862, il coule, perdant 12 marins et 4 officiers.
Il gît par 38 brasses (70 mètres) de fond au large du cap Hatteras. Le lieu de son naufrage a été érigé en 1973 en « sanctuaire marin », administré par la NOAA. Des pièces de l'épave ont été remontées et sont exposées au Mariner's Museum à Newport News (Virginie).

## Place du USSMonitordans l'histoire de la marine
Le nom « monitor » deviendra un nom générique pour des familles de navire cuirassés fluviaux ou côtiers. L'Union en mettra plus de 50 en chantier pendant la guerre. Dans la quasi-totalité, ce seront des cuirassés à tourelles. Pour sa part, Ericsson continuera à créer des monitors à 2, voire 3 tourelles.
La formule séduira les marines européennes, mais les piètres qualités nautiques de ces navires les feront rapidement disparaître au profit des cuirassés de haute mer.

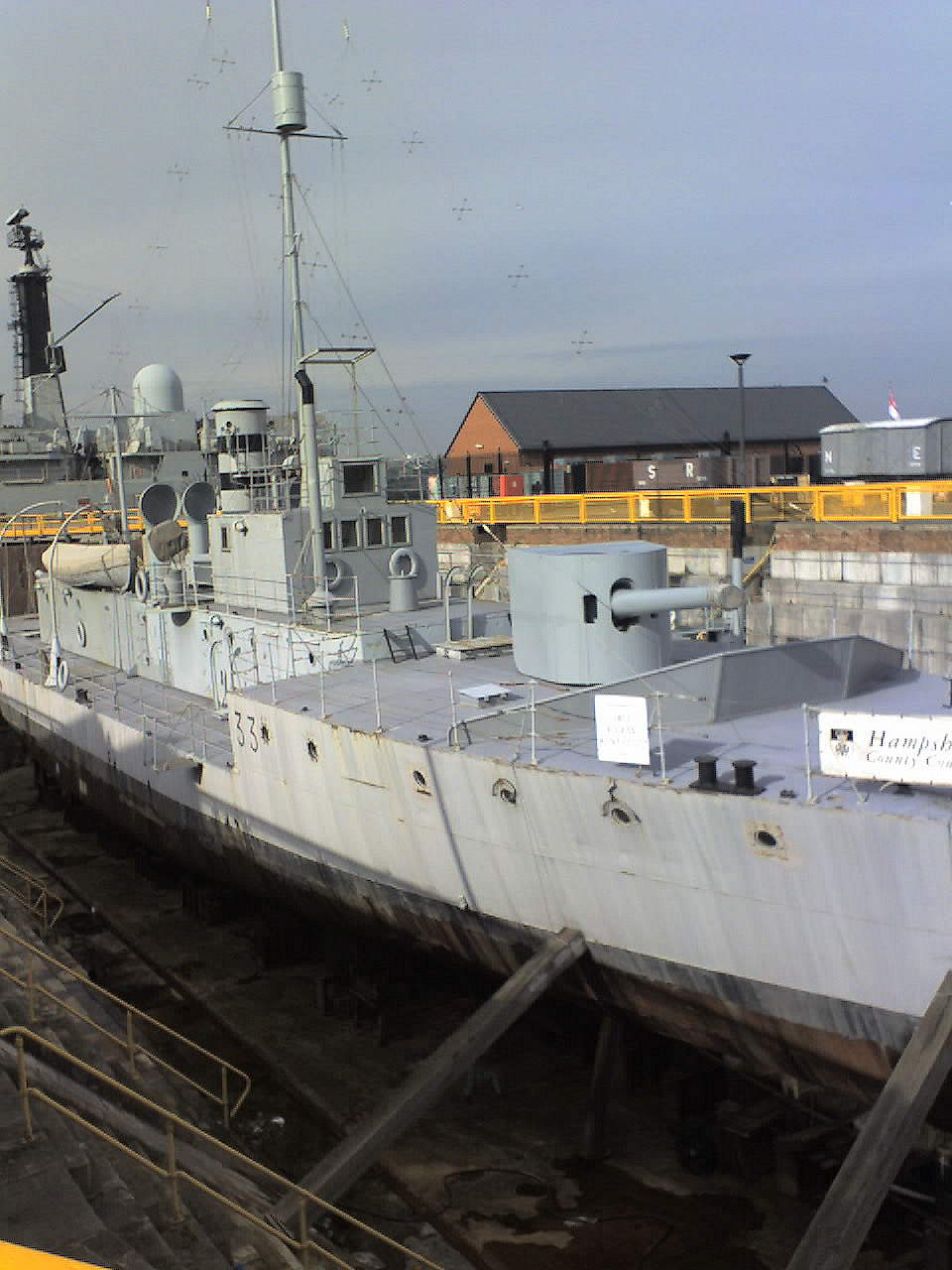
Un monitor britannique,, au musée de Portsmouth.

Le nom subsistera cependant jusqu'après la Première Guerre mondiale. Citons par exemple les monitors Mersey et Severn qui contribueront, en 1915, à la destruction du croiseur allemand Könisberg, en Afrique. Un autre monitor, HMS Erebus, participe au débarquement de Normandie, bombardant des cibles dans le secteur Utah Beach.
Un exemplaire de ce genre de bâtiment est actuellement[Quand ?] en cours de restauration au musée maritime de Portsmouth.